# Государственная монополия
Государственная монополия (фискальная монополия) — исключительное право (монополия) государства на производство и реализацию товаров массового потребления, либо же в любой области. Она может быть полной, если государство монополизирует производство и реализацию товара, или частичной, если монополизировано только производство или только реализация.
В Средние века особой формой государственной монополии были регалии — монопольное право монархов на разработку рудников, лесов, на добычу соли, на рыбную ловлю, на меха и т. п. Абсолютные монархи были крайне заинтересованы в развитии регалий. С развитием капитализма государственная монополия стала редкостью.

## Монополизированные рынки
Примеры государственных монополий в прошлом и в настоящем:
- винная монополия (питейная монополия);
- на табак и табачные изделия;
- на наркотические средства, психотропные вещества[2];
- монополия внешней торговли[1];
- на банковское дело;
- на подключение к сети Интернет (Республика Беларусь);
- на средства массовой информации;
- на образование (так, в Греции высшее образование может быть лишь государственным[3]);
- на перевозки, особенно по железной дороге (РЖД, PKP, DB и др.);
- государственная валютная монополия.
- на соль, на выделку пороха, на тиражирование календарей (Российская империя), на игральные карты (Атласная колода, Россия);